# Joanis Sarmas
Joanis Sarmas (gr. Ιωάννης Σαρμάς; ur. 21 marca 1957 na Kos) – grecki prawnik, członek Europejskiego Trybunału Obrachunkowego, prezes Izby Obrachunkowej, premier Grecji od maja 2023 do czerwca 2023.

## Życiorys
W 1979 ukończył studia prawnicze na Uniwersytecie Narodowym im. Kapodistriasa w Atenach. W pierwszej połowie lat 80. był stypendystą rządu francuskiego, kształcił się na Université Paris-Panthéon-Assas, gdzie studiował prawo karne, prawo publiczne i finanse publiczne. Doktoryzował się w zakresie prawa w 1985. Odbył służbę wojskową, a w 1987 podjął pracę w Radzie Stanu, greckim najwyższym organem sądownictwa administracyjnego. Zajmował się również działalnością dydaktyczną, publikował prace o tematyce prawniczej. W 1993 przeszedł do Izby Obrachunkowej. W latach 2002–2013 był członkiem Europejskiego Trybunału Obrachunkowego. Został następnie wiceprezesem Izby Obrachunkowej, a w 2019 stanął na czele tej instytucji.
Po wyborach z 21 maja 2023, w których zwycięska ND z uwagi na zmiany w ordynacji wyborczej utraciła większość w parlamencie, premier Kiriakos Mitsotakis dążył do kolejnych wyborów, które rozpisano na czerwiec 2023. Joanis Sarmas został przez prezydent Ekaterini Sakielaropulu desygnowany na premiera rządu technicznego; urząd ten objął 25 maja 2023. Sprawował go do 26 czerwca 2023, kiedy to dzień po zwycięskich dla Nowej Demokracji wyborach premierem ponownie został Kiriakos Mitsotakis.